# ميجان رايت
ميجان رايت هي عداءة المسافات الطويلة كندية، ولدت في 27 يناير 1982 في إدمونتون في كندا.

## وصلات خارجية
- ميجان رايت على موقع الاتحاد الدولي لألعاب القوى (الإنجليزية)
- ميجان رايت على موقع الدوري الماسي (الإنجليزية)
- ميجان رايت على موقع اللجنة الأولمبية الدولية (الإنجليزية)
- ميجان رايت على موقع أوليمبيديا (الإنجليزية)
- ميجان رايت على موقع اللجنة الأولمبية الكندية (الإنجليزية)
- ميجان رايت على موقع اتحاد ألعاب الكومنولث (مؤرشف) (الإنجليزية)